# Mucha (hudební skupina)
Mucha je česká hudební skupina založená v Brně roku 2012 kolem písničkářky Nikoly Muchové. Zatím vydala čtyři studiová a jedno koncertní album.

## Historie
S nápadem vytvořit kolem Nikoly Muchové kapelu přišel Martin Evžen Kyšperský. V původní sestavě z jara 2012 byl také bubeník Štěpán Svoboda. Zainteresován byl také Tomáš Vtípil, který se však ke kapele nepřipojil. Kytarový post zaujal Petr Zavadil a rok na to Mucha vydala své první album Slovácká epopej se staršími písničkami Nikoly Muchové. Album vyšlo na LP u vydavatelství Piper Records, CD si kapela vydala sama a zaznamenala poměrně rychlý úspěch zejména díky virálnímu hitu Ježíš . Na podzim roku 2014 vyšlo druhé album Josefene, po jeho vydání pak kvůli časové vytíženosti odešel ze skupiny zakladatel Kyšperský, nahradil jej Ondřej Kyas. 
V létě roku 2016 po dotočení třetí desky Nána kapelu opouští bubeník Štěpán Svoboda, je nahrazen Jaroslavem Nogou. Kapela hojně koncertuje po celém Česku i Slovensku, vystupuje na velkých festivalech, vydává singly a točí kontroverzní klipy. Roku 2019 vychází čtvrtá studiová deska Tos Posrals, po jejímž vydání kapelu Noga opouští a na bubenický post přichází Jakub Kočička (souběžně hrající s Kyasem v kapele Květy). Práce na další desce jsou zpomaleny koronavirovou pandemií i odchodem Ondřeje Kyase, kterého na konci roku 2022 nahrazuje pražský baskytarista A.M.Almela.  
V roce 2023 začíná kapela spolupracovat s výtvarnou umělkyní Minimon a následující rok vydává koncertní nahrávku Živááák, nahranou na koncertech na Flédě a v Paláci Akropolis. Nová tvorba vychází v podobě singlů Kokskar (hlavní roli v klipu hraje Lukáš Pavlásek, režie Robin Kvapil) a Špatnáct (hlavní role Kateřina Olivová, režie Dita Pepe).
Na jaře roku 2025 odchází zakládající člen Petr Zavadil a kapela se poprvé prezentuje jako trio (Mucha/Kočička/Almela), posunuje se od tradičně pojatého rockového zvuku k experimentálnější alternativě a chystá novou desku na začátek roku 2026.
Písně Nikoly Muchové, která byla zpočátku přezdívána „Záviš v sukni“, se v první řadě vyznačují pro zpěvačku velmi kontroverzními texty – těmi například vyjadřuje svoje myšlenky na téma marnosti a ženské existence a otevřeně vypráví o svých zkušenostech s muži – např. Semeno, Chlapi sú kokoti, Josefene nebo Nána. Další odkazují na těhotenství a problémy s ním spojené (Nepojedeš nikam, Škraloup). Jiné jsou sepsány pomocí angličtiny, němčiny, francouzštiny, nebo slovenštiny (Schmutzige Mädchen, Láska, Narkoraga). Patrně nejznámější skladbou, která kapelu proslavila je Ježíš. Píseň a její klip, ve kterém účinkuje i herec Marek Daniel, odkazují na náboženský fanatismus a parodují video s názvem „Boží království vaří“. Hudebně je Mucha charakteristická tvrdou kytarou a nezaměnitelným hlasovým projevem autorky, vlivy lze ale slyšet od všech členů kapely. Většina rané tvorby je typická rychlým tempem, novější ale nabízí i prvky alternativy.

## Členové skupiny
- Nikola Mucha – kytara, zpěv
- Jakub Kočička – bicí
- A.M.Almela – basová kytara

## Diskografie

### Studio alba
- Slovácká epopej (2013, LP Piper Records, CD vlastním nákladem)[4]
  - Chlapi su kokoti – 02:51
  - Chleba s marmeladu – 03:43
  - Hygiena – 03:58
  - Ježíš – 02:52
  - Kaj džas – 03:06
  - Nikolo, Nikolo – 03:31
  - Polička – 03:08
  - Půl kila vepřového – 04:22
  - Semeno – 03:09
  - Úchyl – 02:07

- Josefene (2014)[4]
  - Automatická – 04:25
  - Bére – 04:22
  - Erik – 02:13
  - Jako ty – 05:13
  - Josefe ne – 03:29
  - Kamil – 04:35
  - Media – 03:25
  - Narkoraga – 04:48
  - Nepojedeš nikam – 05:00
  - Vege – 03:18

- Nána (2016)[4]
  - Hipster – 02:20
  - Je mi to brácha – 05:19
  - Kurt Cobain – 04:33
  - Láska – 03:50
  - Matka – 04:20
  - Nána – 03:52
  - Pan Píča – 03:23
  - Robert a David – 06:09
  - Romka – 02:50
  - Schmutzige mädchen – 01:57
  - Škraloup – 03:41

- Tos posrals (2019)[4]
  - Greed – 03:13
  - Hajlando – 04:08
  - Kill the Messenger – 03:46
  - #Metoo – 04:25
  - Mrtvá – 03:37
  - Rudá řeka – 04:20
  - Rýmečka – 04:37
  - Sorry – 03:25
  - Tatarák – 02:46
  - The Dno – 04:30
  - Tos posrals – 03:44

### Kompilace
- Píseň Kape mi na karbid na sampleru Zpívající břidlice (2014)
- Píseň Neodcházej na albu Hommage à Jiří Bulis (2015)